# AMX-30E

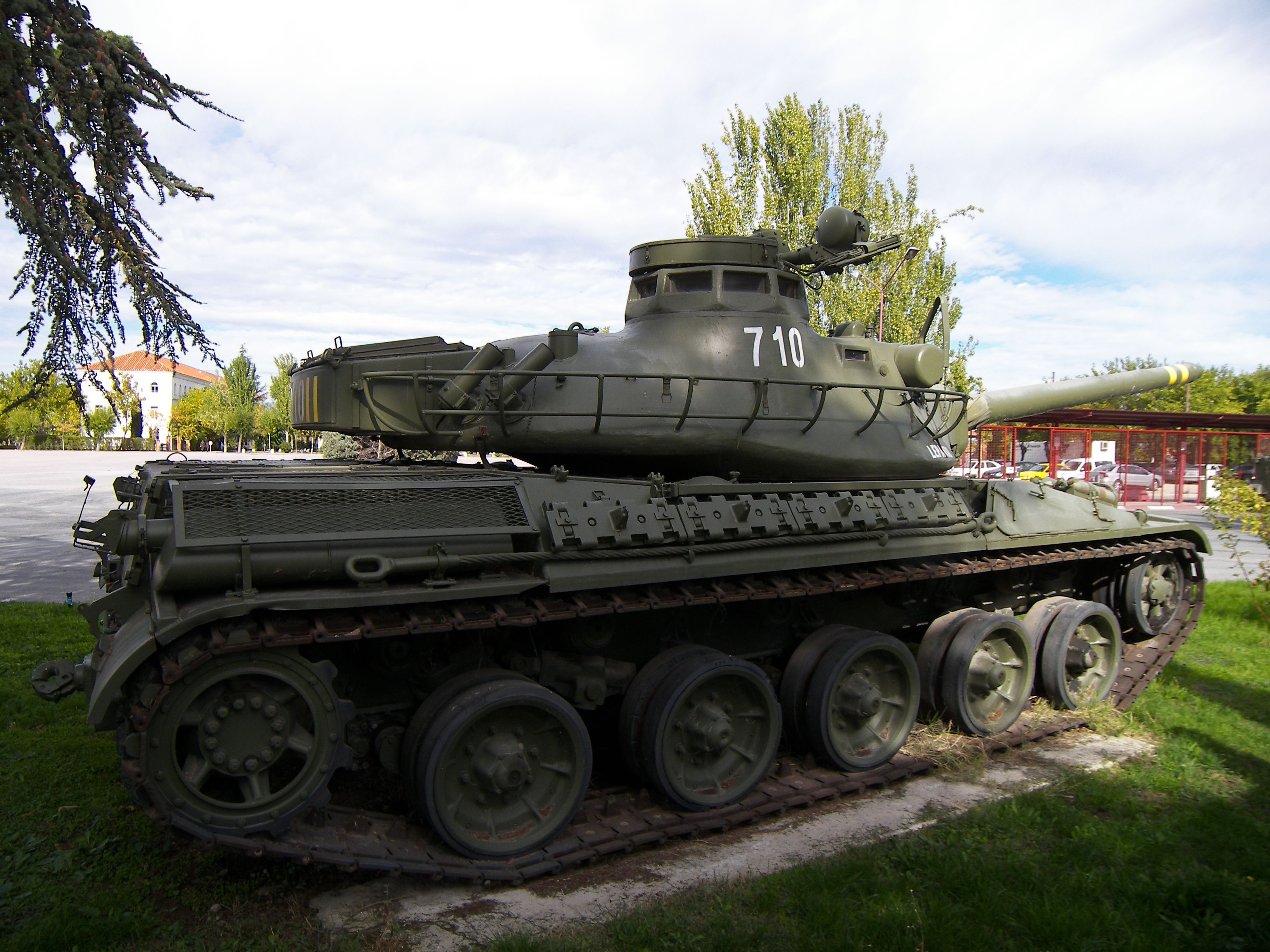
AMX-30E à El Goloso

L'AMX-30E est une version pour l'Espagne du char de combat français AMX-30. Bien que le gouvernement espagnol tendait dans un premier temps à acquérir le char allemand Léopard 1, ce fut finalement l'AMX-30 qui fut choisi en raison de son plus faible coût et de sa production en Espagne. Les AMX-30E furent fabriqués pour l'Armée de terre espagnole par Santa Bárbara Sistemas de 1974 à 1983. 

## Histoire
Char de combat des années 1970, l'AMX-30E fut acquis afin d'appuyer la flotte vieillissante de M47 et de M48 Patton américains. Le choix de ce nouveau tank affichait ainsi la volonté de l'armée espagnole de réduire sa dépendance au matériel américain. Les 19 premiers AMX-30 furent produits en France et livrés en 1970, 180 autres seront produits par la suite en Espagne. Ce fut la première production de masse d'un tel engin sur le territoire espagnol. L'expérience acquise par la production de l'AMX-30E permit à l'Espagne de développer ultérieurement son propre char de combat, le Lince, en 1985.

## Construction
299 unités de ce char de combat principal ont été construites, dont 19 unités en 1970 par le GIAT en France et 280 unités de 1974 à 1983 sous licence par l'Empresa Nacional Santa Bárbara. Il s'agit du premier char construit en série en Espagne. Il est retiré du service dans l'armée de terre espagnole en 2002.
Il est remplacé par le Leopard 2E.

## Versions
Elle comprend trois déclinaisons, une initiale et deux améliorées :
- - AMX-30E M1 : cette version n'est requalifiée que de "reconstruction" et comprend :
    - une nouvelle transmission Allison CD-850-6A américaine avec un triple différentiel permettant deux gammes de vitesses automatiques avant et une gamme arrière.
    - de nouveaux freins

  - AMX-30E M2 : cette version est une refonte en profondeur du char et comprend un ensemble appelé Technologia Santa Bárbara-Bazán (Technologie Santa Bárbara-Bazán ou TSB) :
    - un nouveau groupe motopropulseur Diesel MTU 833 Ka-501 de 850 ch (625 kW)
    - une transmission allemande ZF LSG-3000, compatible avec des moteurs allant jusqu'à 1 500 ch (1 103 kW) ;
    - de nouvelles barres de torsion et de nouveaux amortisseurs identiques à ceux de l'AMX-30B2 ;
    - une mitrailleuse Browning HB M2 à la place de la mitrailleuse de calibre 7,62 sur le côté droit du tourelleau ;
    - un nouveau modèle d'obus CETME437A armor-piercing, fin-stabilized discarding sabot (APFSDS) qui améliore la puissance de feu du canon;
    - une nouvelle conduite de tir Mk 9 de chez Hughes Aircraft Company qui permet le tir de jour comme de nuit, qui donne des informations sur les caractéristiques balistiques de l'obus et de la cible (vitesse de déplacement, vitesse du vent, angle d'élévation du canon, angle de roulis et de tangage instantané du char...) et qui permet ainsi au chef de char de choisir les munitions du canon ;
    - un télémètre laser Nd-YAG à la place du télémètre optique
    - un calculateur de trajectoire NSC-800 conçu et produit par la société espagnole INISEL.
    - de nouvelles jupes de protection en acier pour les chenilles ;
    - un nouveau système fumigène lié au moteur ;
    - un nouveau système de lutte contre l'incendie.